# رحل

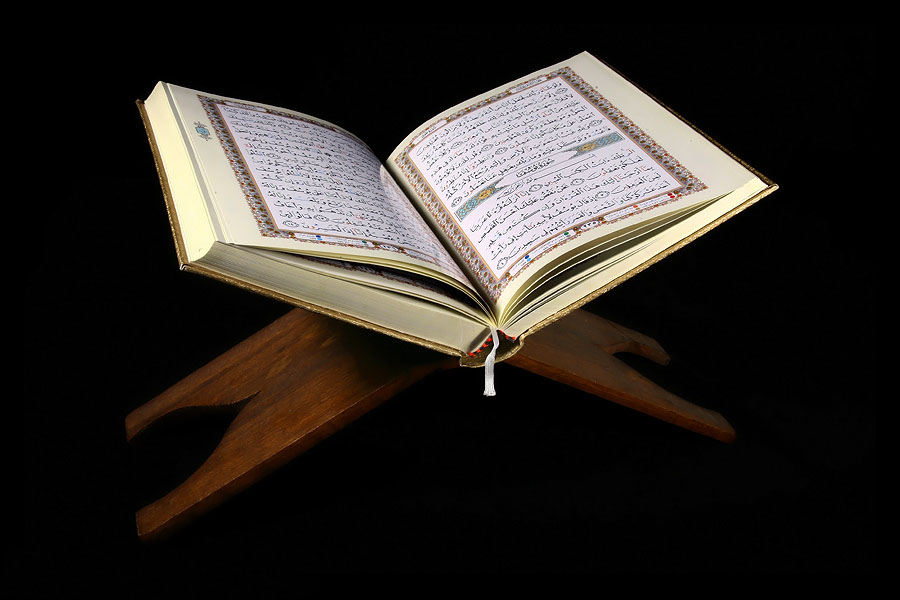
قرآن و رحل چوبی

رحل ابزاری معمولاً به‌شکل X است که برای مطالعهٔ کتاب‌های مقدس استفاده می‌شود. عموماً رحل برای احترام بیشتر به کتب مقدس و ایجاد سهولت در خواندن آن استفاده می‌شود و به نوعی میز کوچک که کتاب‌های مقدس بر روی آن قرار می‌گیرد کاربرد دارد. عموماً مسلمانان و هندوها و سیک‌ها از رحل استفاده می‌کنند.